# Harold Camping
Harold Egbert Camping, född 19 juli 1921 i Boulder, Colorado, död 15 december 2013 i Oakland, Kalifornien, var en amerikansk kristen radio-programledare och förkunnare som flera gånger uttalade att domedagen är nära. 
Camping var president i Family Radio, en Kalifornien-baserad radiostation som sänder över hela USA. Han drev också radiostationer i Idaho och i områdena runt New York. Camping är känd för att använda numerologi i sina tolkningar av  Bibeln för att påstå sig kunna förutsäga datumet för världens undergång.
Camping har förutspått domedagen till den 21 maj 1988, 7 september 1994, och som en process under 2011. Hans utsagor om Jesus och domedagen i maj 2011 blev väldigt omskrivna i världsmedia. När 21 maj 2011 passerade utan att de förutsagda händelserna hade inträffat uttalade Camping att han var överraskad eftersom inget hade hänt. Camping sa senare att en andlig dom hade inträffat den 21 maj och att den fysiska domedagen istället skulle inträffa 21 oktober 2011, samtidigt som Gud skulle förstöra hela universum. När även denna förutsägelsen slog fel drog sig Camping undan.